# Vaida
Vaida és una entitat de població (estonià: alevik) de la parròquia de Rae, comtat de Harju, al nord d'Estònia. Es troba a uns 21 km (13 mi) al sud-est de la capital del país, Tallinn, amb la qual connecta per la carretera Tallinn-Tartu (E263). Segons el cens de 2010, tenia 990 habitants.
Vaida va ser esmentada per primera vegada l'any 1241 al llibre de cens danès. A la dècada del 1630 es ba establir a la zona el casal Vaida (Wait) es va establir a la dècada de 1630 i va durar pràcticament tres segles. L'edifici principal de planta única de principis del segle xix va ser cremat durant la Revolució de 1905. El 1911, l'estonià Jaan Saar va construir un nou edifici principal de fusta, però aquest també es va incendiar el 1945. De l'antiga casa pairal, només se'n conserva actualement el parc.
A l'època soviètica s'hi va establir un sovkhoz i actualment hi ha una escola de primària, una biblioteca i una oficina de correus.